# 겔라티 수도원
겔라티 수도원(Gelati Monastery)은 조지아 서부의 이메레티의 쿠타이시 근교에 있는 수도원 단지이다. 그 곳에는 조지아의 왕 건설자 다비트에 의해 설립된 수녀원의 성모 마리아 성당과 성 게오르게와 성 니콜라스의 13세기의 교회들이 있다.
겔라티 수도원은 오랜시간 조지아의 문화와 지성의 주요 중심지 가운데 하나였다. 그 곳에는 가장 저명한 조지아인 과학자들과, 신학자들, 철학자들이 교수로 있는 아카데미가 있으며, 많은 교수들이 이전에 국외 정교회의 여러 수도원들이나 콘스탄티노플에 있는 만간 아카데미에서 활동해 왔다. 과학자들 중에는 이오아네 페트리치나 아르센 이칼톨레이와 같이 저명한 학자들이 있다.
겔라티 아카데미서 펼쳐지는 광범위한 활동과 작품들 덕분에, 사람들은 그 곳은 "신헬라스" 그리고 "제2의 아토스"라고 부른다.
겔라티 수도원에는 굉장히 많은 수의 12~17세기로 시대를 거슬러 올라가는 벽화들과 필사본들이 보존되어 있다. 그리고 카쿨리 3폭화는 1859년에 도난당하기 전까지 안치되어 있었다.
칼레티에는 조지아의 훌륭한 왕 가운데 한 명인 건설자 다비드(조지아어로 읽으면 다비트 사그마셰네벨리)의 능이 있다. 그의 묘소 가까이에는 1139년에 데메트레 1세 왕이 전리품으로 획득한 간자 출입문이 있다.
1994년, 갈라티 수도원은 국제 연합 교육 과학 문화 기구(UNESCO)에 의해 세계 문화 유산으로 지정되었다. 그 유산은 장기간의 방치가 야기시킨 손상에 대하여 주의를 요하기 위해서 2008년 세계 기념물 기금에 의해 2008년 절멸 위기에 처한 세계 기념물 감시 목록의 100위 안에 선정되었다.

## 묘지들
- 조지아의 데메트레 1세
- 조지아의 다비드 4세
- 이메레티의 솔로몬 1세
- 이메레티의 솔로몬 2세
- 조지아의 게오르게 3세
- 조지아의 바크탕 2세
- 조지아의 바그라트 4세
- 조지아의 게오르게 5세
- 이메레티의의 알렉산데르 2세
- 츠콘디디의 게오르게

## 사진

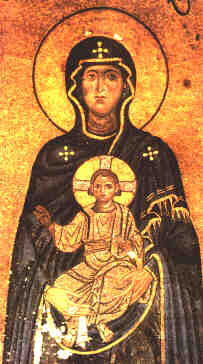
그프티스 므쇼벨리, 모자이크 프레스코
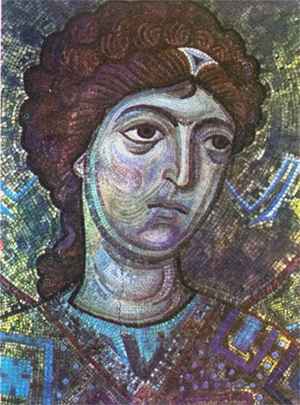
대천사 미차엘, 모자이크 프레스코
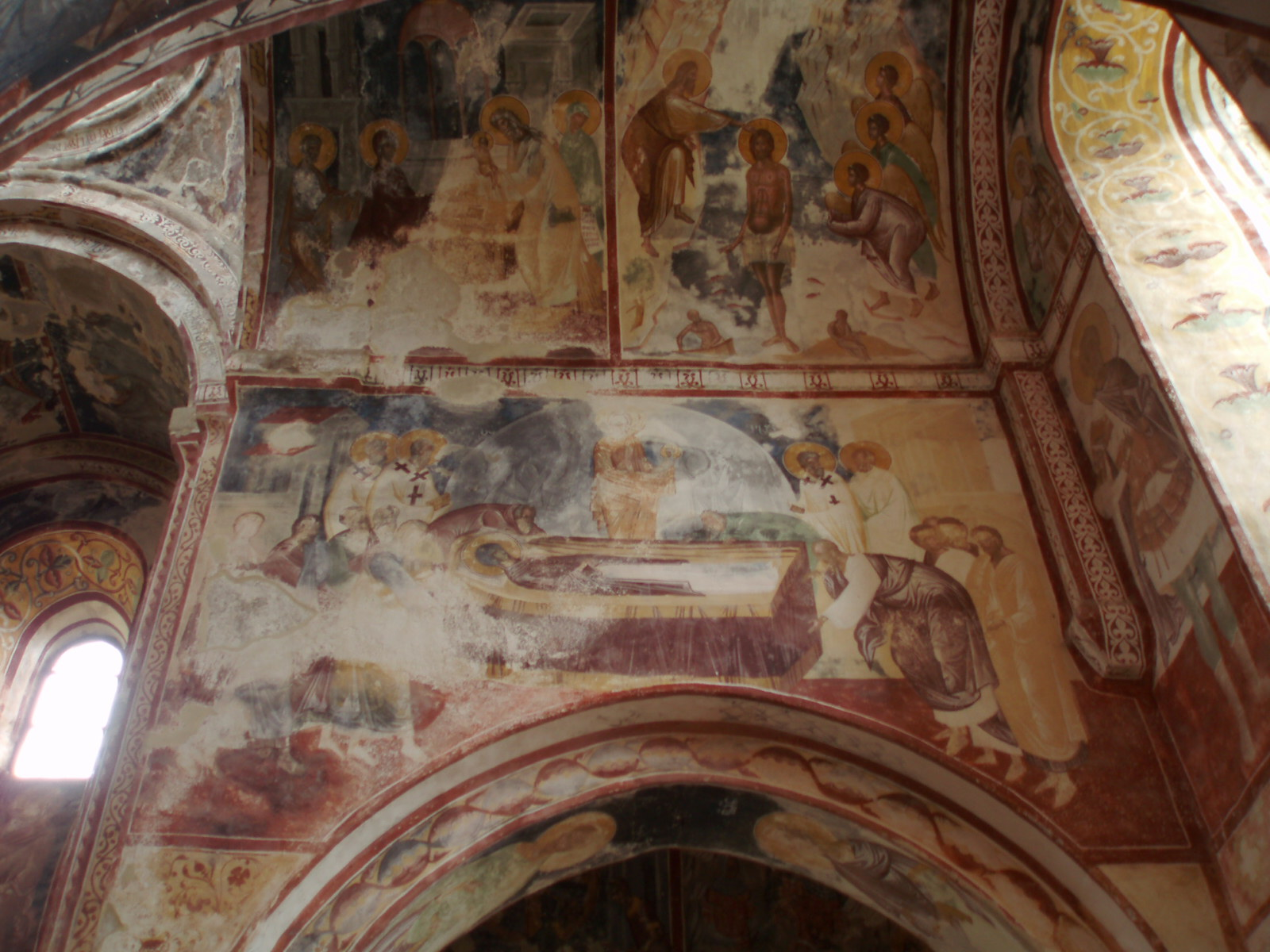
예수의 승천, 벽화
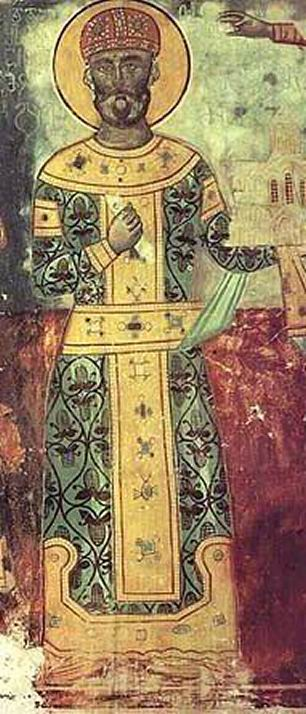
조지아의 다비드 4세, 벽화
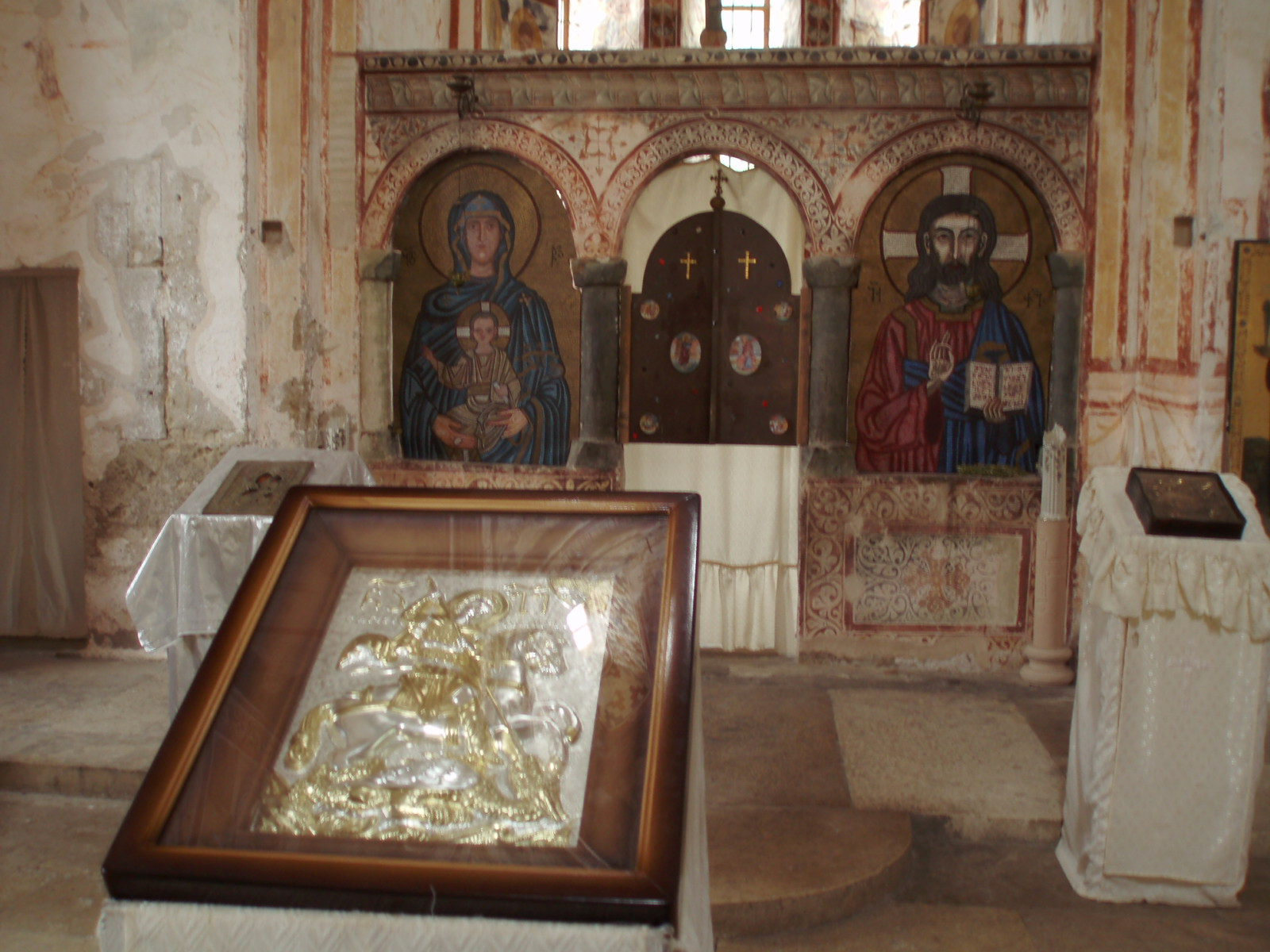
성 게오르게의 성화상과 뒷편의 성화벽
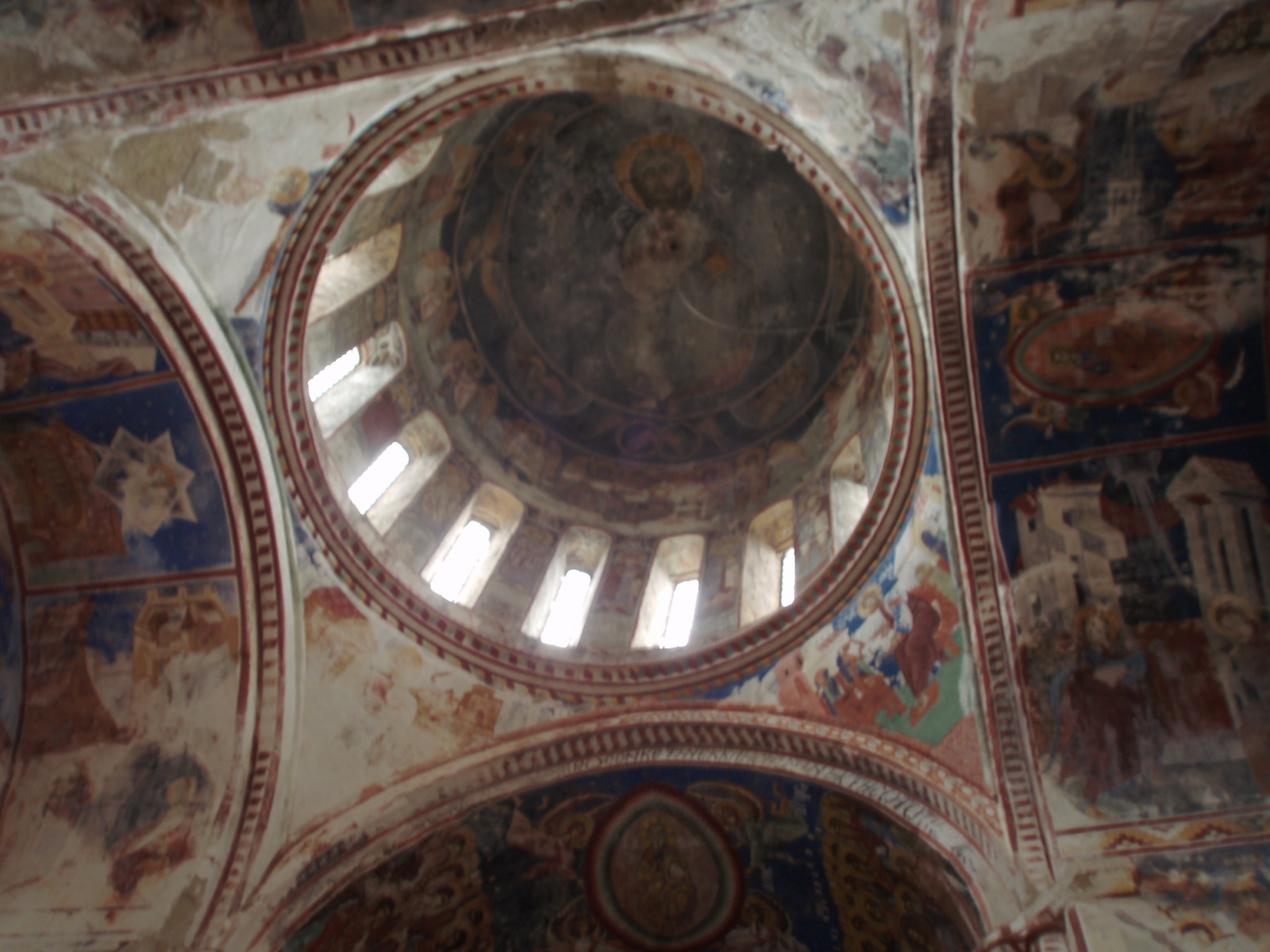
돔 내벽에 표현된 그리스도 판토크레터
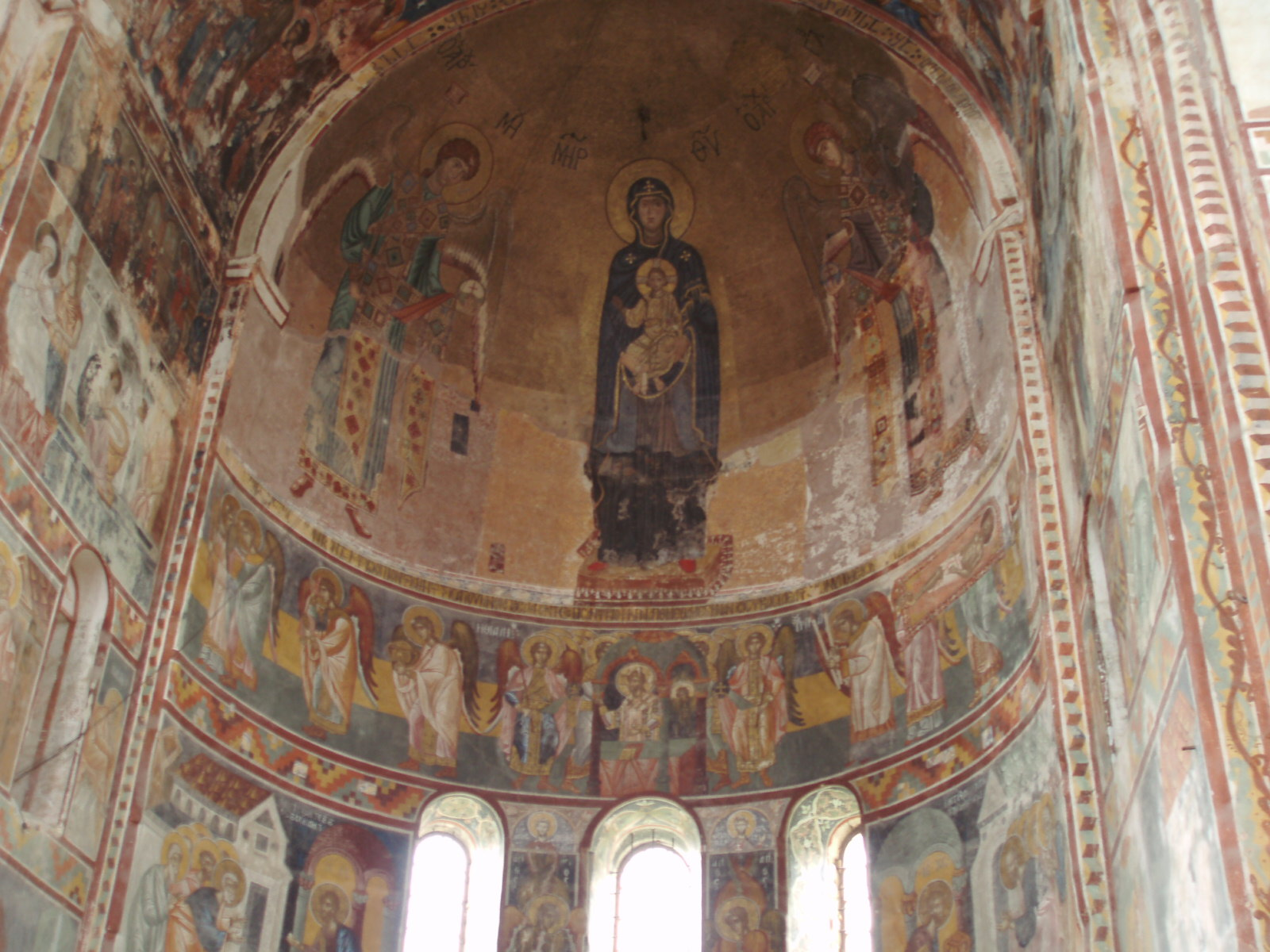
애프스에 표현된 테오토코스
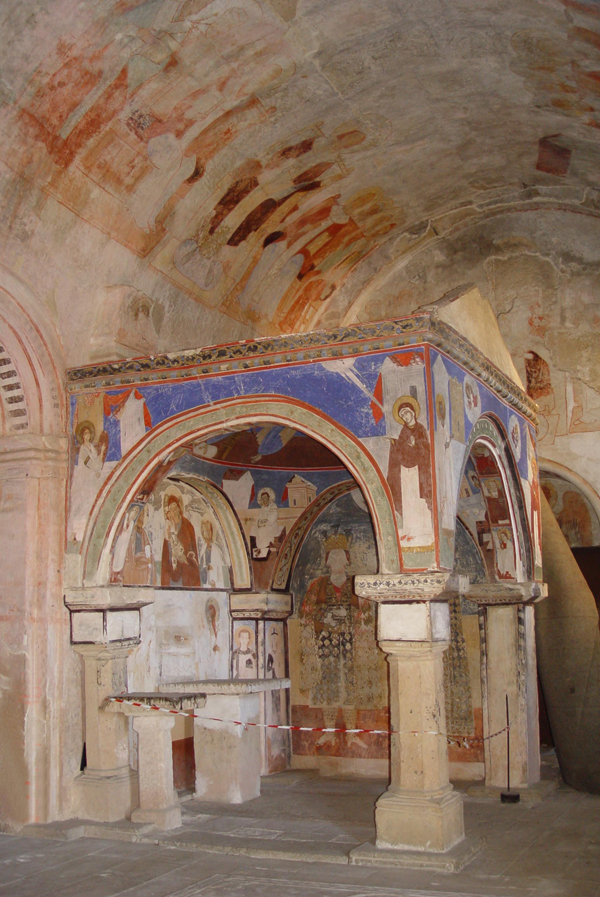
수도원 성당의 감실
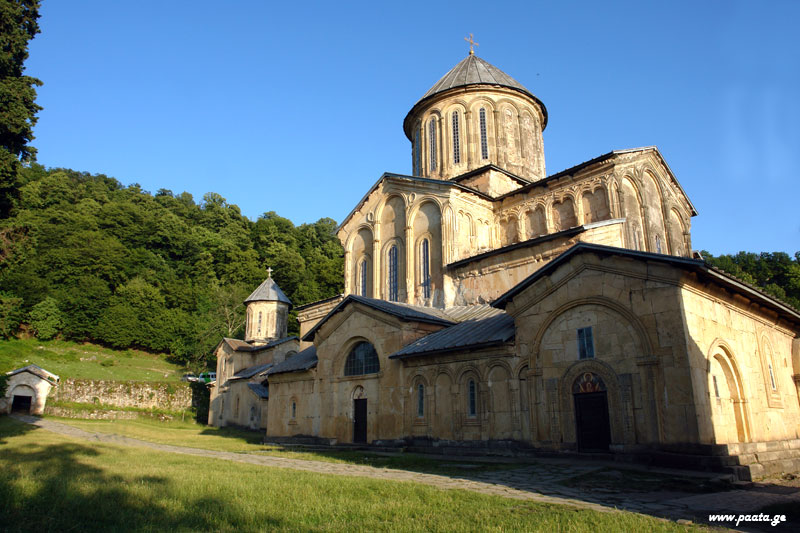
겔라티 수도원
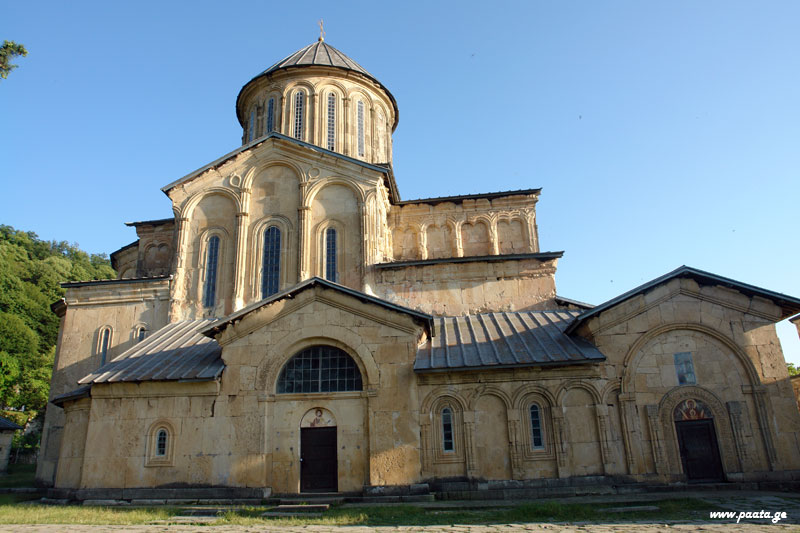
겔라티 수도원
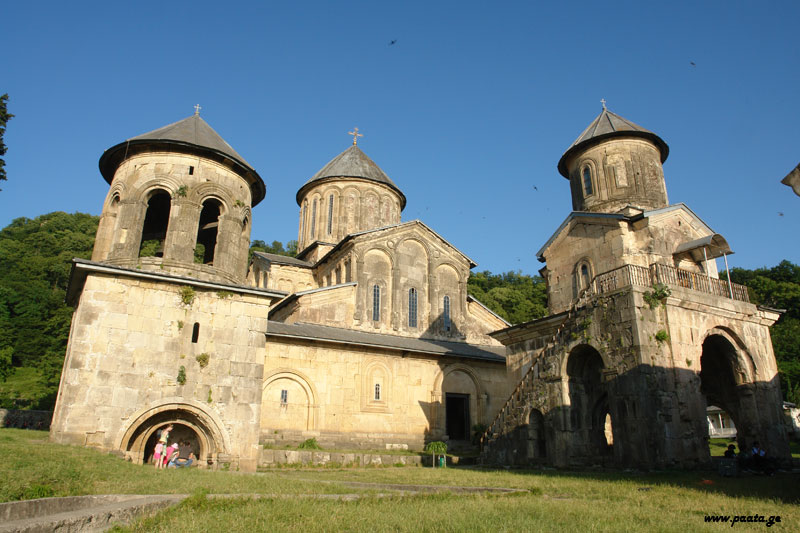
겔라티 수도원
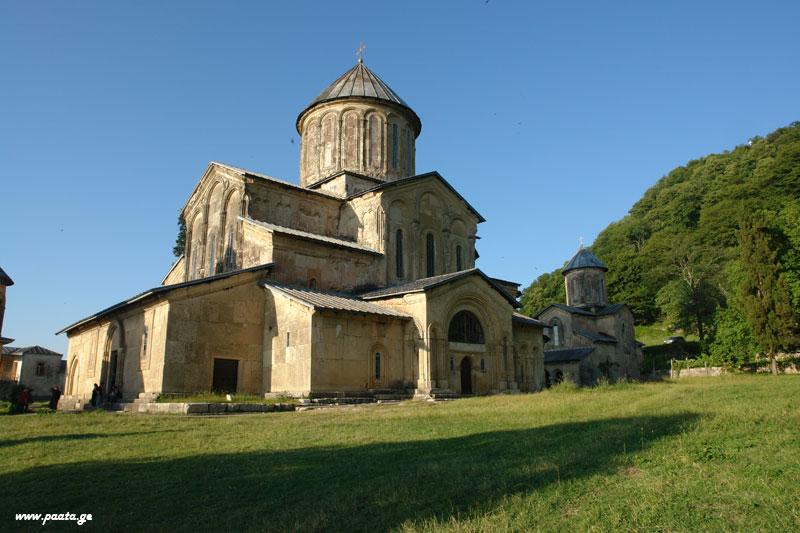
겔라티 수도원

## 같이 보기
- 조지아
- 조지아 정교회와 사도 교회

## 참고 자료
- GNU 자유 문서 사용 허가서에 따른 Gelati Monastery by Levan Urushadze